# El Fuerte de Montes Claros
El Fuerte de Montes Claros är en ort i Mexiko.   Den ligger i kommunen El Fuerte och delstaten Sinaloa, i den västra delen av landet, 1 200 km nordväst om huvudstaden Mexico City. El Fuerte de Montes Claros ligger 84 meter över havet och antalet invånare är 11 171.
Terrängen runt El Fuerte de Montes Claros är huvudsakligen platt. El Fuerte de Montes Claros ligger nere i en dal. Runt El Fuerte de Montes Claros är det ganska glesbefolkat, med 23 invånare per kvadratkilometer. El Fuerte de Montes Claros är det största samhället i trakten. I omgivningarna runt El Fuerte de Montes Claros växer huvudsakligen savannskog.